# Hydrothrix
Hydrothrix es un género monotípico de plantas acuáticas, perteneciente a la familia Pontederiaceae. Su única especie: Hydrothrix gardneri Hook.f.e, Ann. Bot. (Oxford) 1: 90 (1887), es originaria de Brasil en Ceará.

## Taxonomía
Hydrothrix gardneri fue descrita por Joseph Dalton Hooker y publicado en Annals of Botany. Oxford 1: 90. 1887.
Sinónimos
- Hookerina gardneri (Hook.f.) Kuntze, Revis. Gen. Pl. 2: 718 (1891).
- Hydrothrix verticillaris Hook.f., Ann. Bot. (Rome) 1: vi, t. 7 (1887), orth. var.[1]